# Rhabdomys pumilio
Rhabdomys pumilio es una especie de roedor de la familia Muridae.

## Distribución geográfica
Se encuentra en Angola, Botsuana, República Democrática del Congo, Kenia, Lesoto, Malaui, Mozambique, Namibia, Sudáfrica, Suazilandia, Tanzania, Uganda, Zambia y Zimbabue.

## Hábitat
Su hábitat natural son: sabanas áridas, y húmedas, matorral árido clima tropical o clima subtropical, matorral mediterráneo, desiertos calientes, tierras de cultivo, jardines rurales, y áreas urbanas.